# Barnkammare

Barnkammare målad av Carl Larsson 1897.

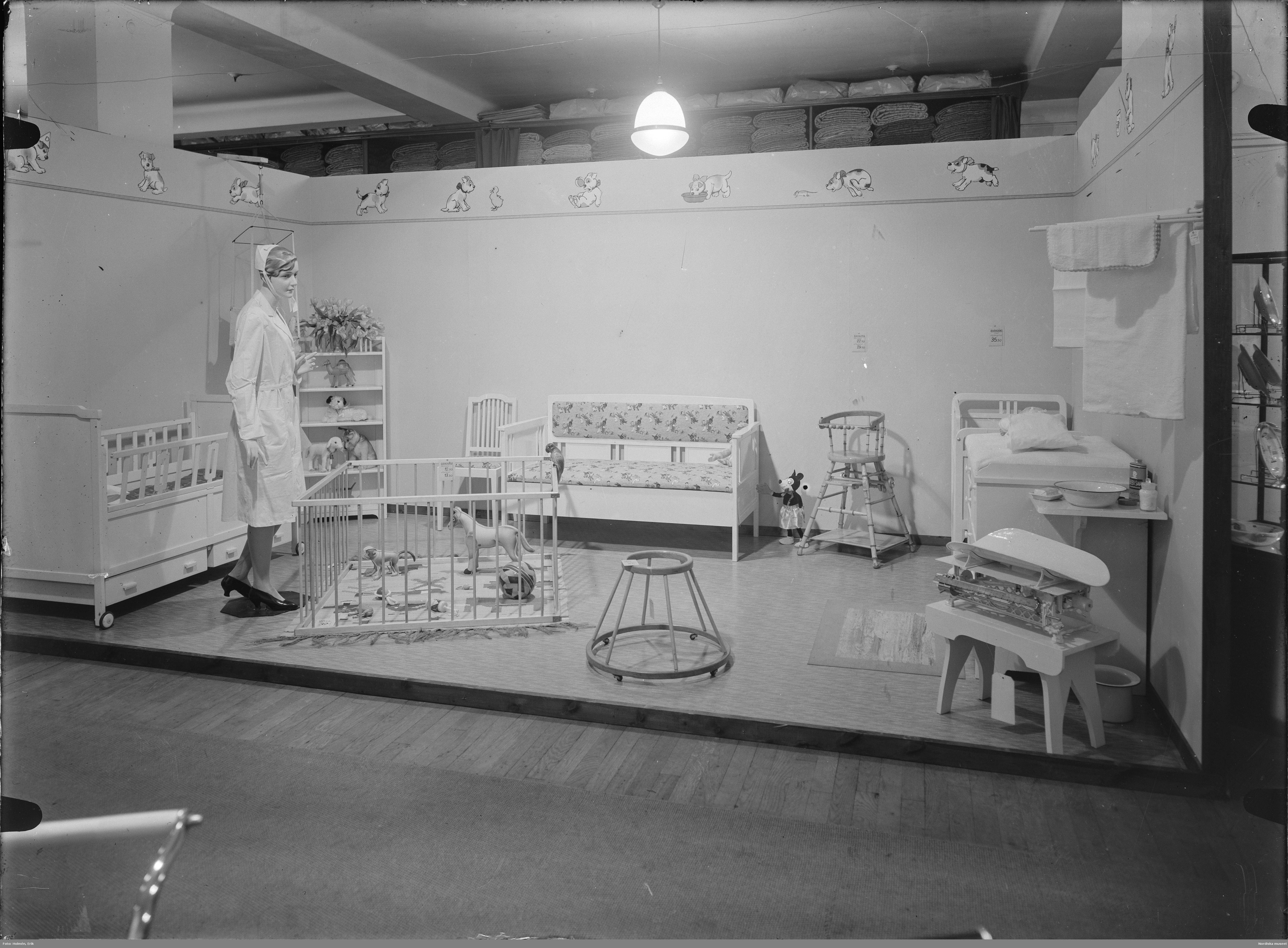
Barnkammare (butiksinredning), NK 1931.

Barnkammare är ett rum avsett för barn, vilket också används som sovrum. Ordet syftar främst på yngre barns rum. Annars benämns det vanligen barnrum eller "barnens rum".
Inrättningen är relativt ny, och förekom först i välbärgade hem. Från 1800-talet blev de även vanligare i andra hem.
I det tidigare Östtyskland fanns det bestämmelser om att barnens rum inte fick vara mindre än 8 m². Sådana regler finns inte i dagens Tyskland. I Österrike finns dock sådana regler, som sköts i förbundsländernas bygglagar. Oftast gäller 10 m² för ett barn och 12 m² för två barn.

## Inredning
Barnkammarens inredning anpassas till barnets eller barnens ålder och behov. Den vanligaste inredningsdetaljen är en vagga, spjälsäng eller säng. I barnkammare för spädbarn finns ofta ett skötbord. Förvaringsmöbler för barnets kläder och leksaker är också vanligt, liksom en hylla för böcker. Då barnet börjar skola blir skrivbord vanligt.
Under 1990-talet blev bland annat TV och hemdator vanligt.